# Prytanes confusus
Prytanes confusus är en insektsart som först beskrevs av Barber 1953.  Prytanes confusus ingår i släktet Prytanes och familjen Rhyparochromidae. Inga underarter finns listade i Catalogue of Life.